# Смитфилд (Западна Вирџинија)
Смитфилд (енгл. Smithfield) град је у америчкој савезној држави Западна Вирџинија.

## Демографија
По попису из 2010. године број становника је 145, што је 32 (-18,1%) становника мање него 2000. године.
| Група             | 2000.       | 2010.       |
| Белци             | 175 (98,9%) | 141 (97,2%) |
| Афроамериканци    | 0 (0,0%)    | 0 (0,0%)    |
| Азијати           | 0 (0,0%)    | 0 (0,0%)    |
| Хиспаноамериканци | 2 (1,1%)    | 0 (0,0%)    |
| Укупно            | 177         | 145         |